# Épervier de Cooper
Astur cooperii
Espèce
Statut de conservation UICN

 LC  : Préoccupation mineure
Statut CITES
L'Épervier de Cooper (Accipiter cooperii) est une espèce de rapaces diurnes du continent nord-américain appartenant à la famille des Accipitridae.

## Dénomination
L'épervier de Cooper est nommé d'après le naturaliste William Cooper ; ce nom a été choisi par Charles-Lucien Bonaparte en 1828.

## Description
L'épervier de Cooper est un représentant de la moyenne haute du genre Accipiter. Sa taille est assez variable, de 35 à 46 cm de long chez les mâles et de 42 à 50 cm de long chez les femelles ; son envergure peut aller de 62 à 99 cm, avec une moyenne de 84 cm.
Il possède plusieurs caractéristiques typiques des rapaces, incluant des yeux dirigés vers l'avant, lui procurant un bon sens de la profondeur et un bec crochu adapté pour arracher la viande de ses proies.
Les adultes possèdent une couronne sombre et un cou plus clair, un dos bleu-gris ou marron-gris et une longue queue avec trois bandes sombres et une bande blanche au bout,,. Ses parties inférieures sont plutôt blanches avec des bandes brunes irrégulières. Les femelles ont tendance à être plus marron ou grises sur le dessus.

## Répartition et habitat

### Répartition
L'aire de répartition de l'épervier de Cooper se situe entre le sud du Canada et le nord du Mexique. Bien qu'on puisse le trouver dans une large partie du sud du Canada, il n'y est pas un résident permanent et migre vers le sud en hiver. On peut le trouver presque partout aux États-Unis, à l'exception peut-être de certaines parties des Grandes Plaines, et du nord du Maine et du Montana. Son aire de reproduction se termine juste au sud des États-Unis, excluant la Floride et le sud des états du golfe du Mexique. Il se reproduit également dans les montagnes de l'ouest du Mexique. Son aire d'hivernage s'étend jusqu'au sud du Mexique, ainsi que quelques points isolés des autres pays d'Amérique centrale.

### Habitat
L'épervier de Cooper vit généralement dans des forêts de feuillus tempérées, ou des forêts mixtes. On peut parfois le retrouver dans des forêts de conifères, ainsi que dans des régions plus montagneuses. Il préfère avoir accès des espaces plus ouverts, comme des clairières, des routes, des rivières et reste souvent proche de la lisière de la forêt,.

Carte de répartition
Aire de nidification
Présent à l'année
Aire d'hivernage

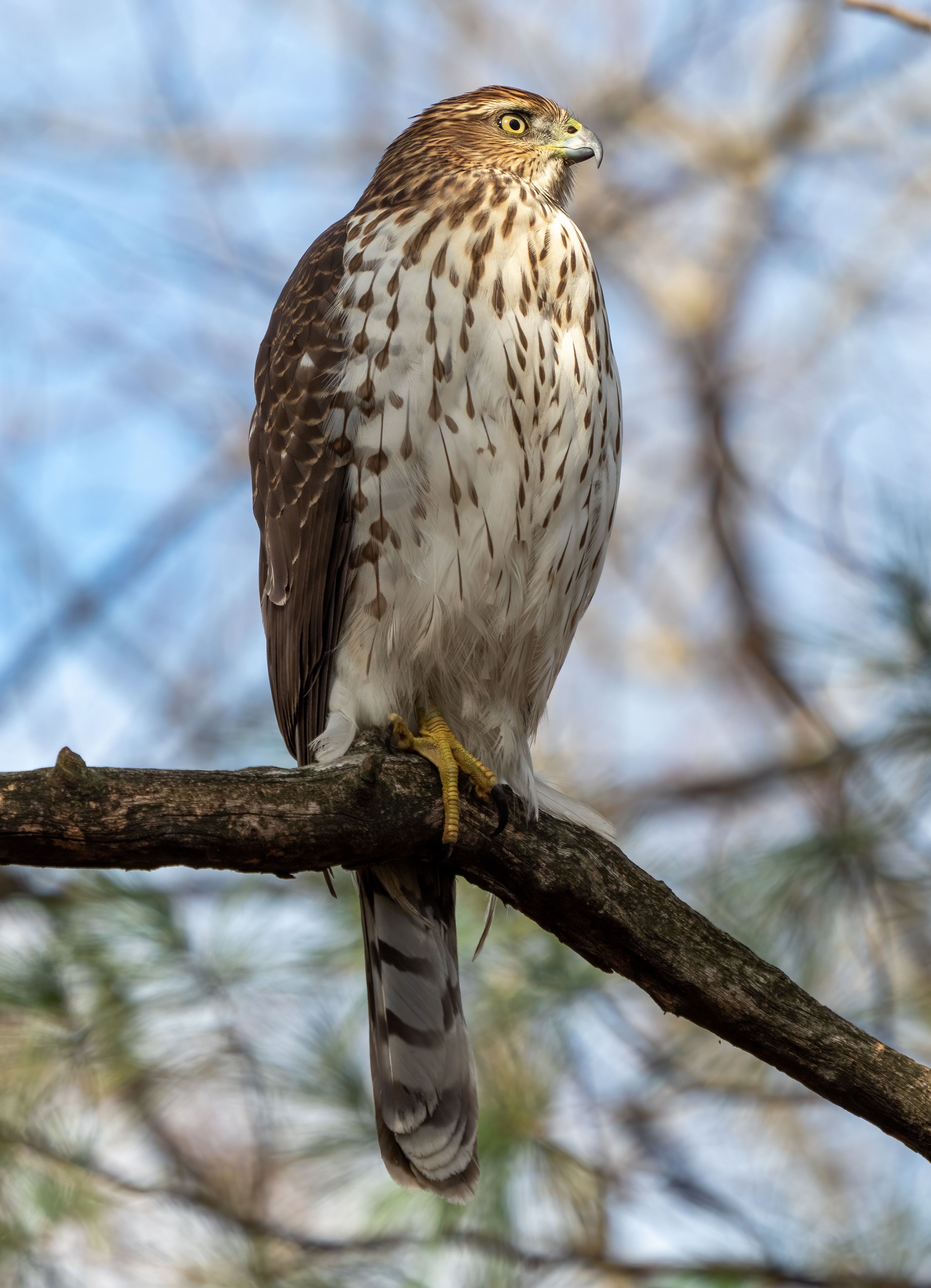
Un jeune épervier de Cooper à Prospect Park, New York. Janvier 2021.

Il peut généralement vivre du niveau de la mer jusqu'à 2 500 m, bien qu'il ait été observé jusqu'à 2 000 m.
Son habitat d'hivernage est bien plus varié, incluant à peu près n'importe quel environnement pourvu de quelques arbres. Il est capable de s'adapter aux environnements humains et niche dans de nombreuses villes.

## Écologie et comportement

### Alimentation
L'épervier de Cooper possède une large gamme de proies, avec près de 300 espèces recensées. Il consomme presque exclusivement des vertébrés, incluant principalement des oiseaux (aux alentours de 70% des proies), des mammifères (18%) et des reptiles (9%),.

#### Oiseaux
Les oiseaux représentent la large majorité des proies de l'épervier de Cooper, avec 250 espèces d'oiseaux chassées par ce rapace. Il en tuerait en moyenne autour de deux par jour pour se nourrir. Il chasse généralement des oiseaux encore jeunes. Ses proies favorites incluent le très commun merle d'Amérique, d'autres membres de la famille des Turdidés, et des étourneaux sansonnets. Il peut également s'attaquer à certains corvidés, notamment les geais. Les passereaux de plus petite taille représentent une partie moins grande des proies, mais sont loin d'être ignorées par l'épervier de Cooper. Il s'attaque aussi très fréquemment aux Colombidés, qui représentent des proies de choix en raison de leur taille et de leur abondance. Il se nourrit aussi de pics, de colins, et plus rarement d'oiseaux aquatiques.

#### Mammifères
Les mammifères représentent une moindre partie de son alimentation, avec également une moindre variété d'espèces. Ses proies mammaliennes favorites sont les différentes espèces de tamias et les spermophiles. Il est aussi un chasseur plutôt efficace de chauve-souris,.

### Reproduction
L'épervier de Cooper est plutôt un oiseau monogame, bien que quelques cas de couples multiples aient été observés,. Les couples ne sont cependant pas nécessairement stables d'année en année ; une partie des femelles change de région de nidification chaque année.
Son nid est assez large, avec entre 61 et 71 cm de large et 15 à 45 cm de profondeur. Il est principalement composé de brindilles, souvent doublées d'écorce ou de plantes vertes,. Il reconstruit généralement un nid chaque année, bien que certains couples puissent réutiliser les mêmes nids pendant deux ou trois ans.
La ponte a lieu entre avril et juin, avec une certaine variabilité en fonction des régions,. La femelle pond entre 3 et 5 œufs, qui sont légèrement bleutés ou blancs, avec occasionnellement quelques tâches,. Les deux parents participent à la couvaison, avec cependant une majorité du temps où c'est la femelle qui couve. L'incubation dure entre 34 et 36 jours. Les jeunes quittent ensuite le nid après environ 30 jours, mais continuent d'y retourner régulièrement jusqu'à ce qu'ils soient pleinement capables de chasser, après une cinquantaine de jours,.

## Systématique
L'espèce a été décrite pour la première fois par l'ornithologue Charles-Lucien Bonaparte en 1828. Elle ne compte actuellement qu'une seule sous-espèce. Historiquement, les populations du Nord-Ouest Pacifique ont été comptées comme une sous-espèce à part, A. c. mexicanus, sur la base d'une différence de taille jugée inconsistante depuis. 
Falco stanleii et Astur fuscus sont des synonymes de cette espèce.